# Artpop (dal)
Az Artpop (az album írásmódja szerint ARTPOP) Lady Gaga amerikai énekesnő dala az azonos című (2013) harmadik stúdióalbumáról. A dal társszerzői és társproducerei Paul "DJ White Shadow" Blair, Nick Monson és Dino Zisis voltak. Az Artpop volt az első dal, amely az albumhoz készült, és a zeneszerzőket arra késztette, hogy a zenei produkció más útjait is megvizsgálják. A lemez gerinceként jellemezhető; Gaga nem akart kísérletezni az Artpop produkciójával, mivel úgy vélte, hogy a lemezben végtelen aspektus rejlik.
Az Artpop egy techno dal zongora és gitár hangszereléssel, illetve számítógépes zenei hangokkal megspékelve. A dalszöveget sokféleképpen értelmezték, többek között egy romantikus kapcsolatot, a Gaga és rajongói közötti kötődést, a művészet és a pop összeolvadását beszéli el, de arra is felhasználták, hogy bemutassák az énekesnő márkaértékét és további érdeklődést keltsenek iránta. Az Artpop vegyes kritikákat kapott a kritikusoktól, akik dicsérték a dal visszafogott kompozícióját az album többi számához képest, de kritizálták a szöveget és az elavult produkciót.
Az Artpopot felhasználták az albumhoz készült „érzékeny tartalmú” videóban, amelyben Gaga különböző bizarr ruhákban és a kiadáshoz vezető különböző promóciós anyagok montázsában szerepelt. Gaga a dalt a 2013-as iTunes fesztiválon mutatta be. Ezt követően előadta az ArtRave lemezbemutató eseményen, az ABC műsorán a Lady Gaga and the Muppets Holiday Spectacularban Elton John énekessel együtt, valamint a The Tonight Show Starring Jimmy Fallon című műsorban. Az Artpop volt Gaga 2014-es ArtRave: The Artpop Ball turnéjának nyitódala is.

## Háttér és kidolgozás
Lady Gaga harmadik stúdióalbumának, az Artpopnak a munkálatai nem sokkal a második albumának, a Born This Way (2011) megjelenése után kezdődtek, és a következő évben az album elképzelései már „kezdtek kiforrni”, miután Gaga Fernando Garibay és DJ White Shadow producerekkel dolgozott együtt. A Born This Way Ball turnéja során azonban 2013 februárjában Gagának csípőműtéten kellett átesnie, ami hat hónapos szünetre kényszerítette az énekesnőt, és ez a rehabilitáció lett az album egyik inspirációja. White Shadow szerint a címadó dal volt az egyik első dal, amelyet az albumra írtak, és amely megteremtette a lemez gerincét. A producer az Artpop létrejöttének „meghatározó pillanatának” nevezte, és kifejtette, hogy a címadó dal vezette őket arra, hogy más utakat fedezzenek fel a zenei törekvések tekintetében. A Gaga, White Shadow, Monson és Dino Zisis által írt és gyártott Artpopot az énekesnő az album hattyúdalának nevezte. A Sirius XM rádiónak nyilatkozva, ahol részletesen elemezte az album minden egyes dalát, Gaga kifejtette:

Az Artpop tényleg egy pokol, és ez az egyetlen dal a lemezen, amiben nem igazán akartam eljutni sehova, vagy berobbanni, vagy orgazmust elérni. Mert akkor csak olyan lenne, mintha valami olyasmit komponálnék, ami olyan lenne, mint minden másfajta orgazmus, amit valaha is átéltem. És mivel tényleg ez a lemez középpontja, azt akartam, hogy legyen egy végtelenebb tónusa ennek az Art+Pop koncepciónak, hogy a művészetet helyezzük előtérbe, és ne a nagyvállalati világ irányítsa a művészetet többé. Hogyan tudjuk mi, a művészek támogatni az ötleteinket, és hogy a mi elképzeléseink legyenek a legfontosabbak. Az, ami a kultúrát és a vállalkozásokat mozgatja. Nem akartam, hogy az [Artpop] túlságosan elterjedjen, azt akartam, hogy hipnotizálja az embereket, és olyan legyen, mint egy mantra.

## Felvételek és kompozíció
Az Artpop kezdeti felvételei egybeestek a Born This Way Ball turnéval. Gaga az Artpop felvételének nagy részét White Shadow-val töltötte, de nem akarta, hogy a végleges verziót tovább szerkesszék, ellentétben a többi dalával. A dalt Dave Russell és Benjamin Lader vette fel a Record Plant stúdióban, Hollywoodban, Kaliforniában, a végső keverés során Lader és Daniel Zaidenstadt is asszisztensként dolgozott. Russell végezte a szám keverését is a Record Plantnél és a Heard It! Studiosban, a további keverést pedig Dino "SpeeedoVee" Zisis végezte. Az Artpop hangszerelésében Gaga és Monson zongorán és gitáron játszik. A háttérvokálokat Nichole Ganther, Natalie Ganther és Lyon Gray énekelték. Végül Rick Pearl végezte a további zenei programozást, Gene Grimaldi pedig a kaliforniai Burbankben található Oasis Mastering Studiosban végezte a maszterelést. A Musicnotes.com-on közzétett kotta szerint az Artpop tempója 117 ütés/perc. A dal d-moll hangnemben készült, Gaga éneke az F3-tól A4-ig terjedő tonális sávban helyezkedik el. A dal akkordmenete a Dm-Gm-F-C sort követi.

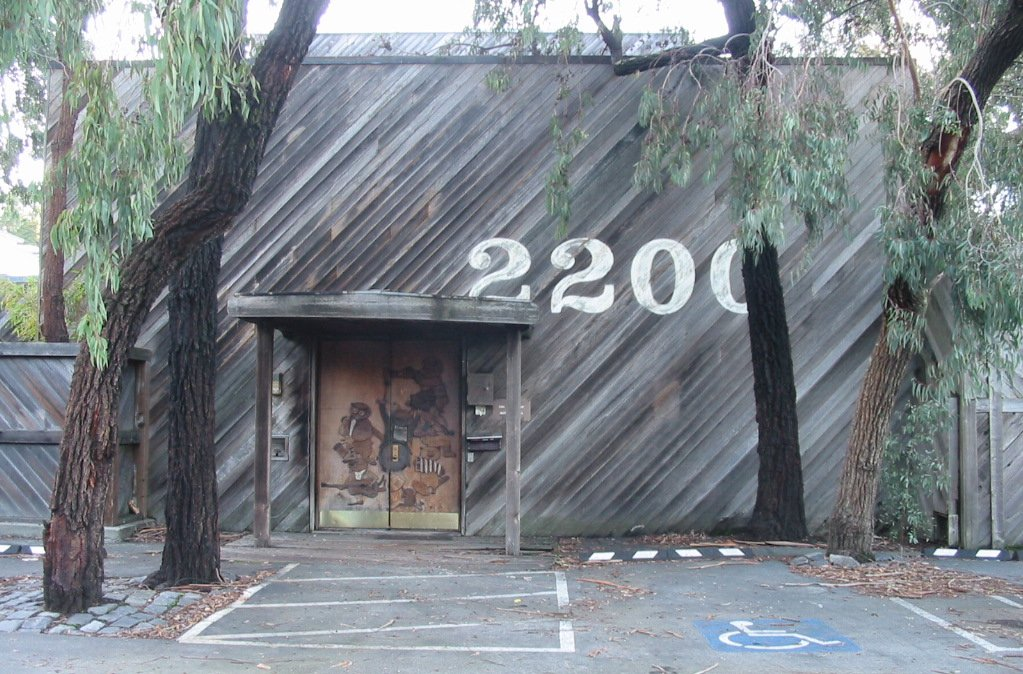
A dalt a kaliforniai Hollywoodban található Record Plant stúdióban vették fel

A Billboard kritikájában Jason Lipshutz úgy jellemezte az Artpopot, mint Gaga kiáltványát a kreativitásáról, és egy „tántorgó elektro-jazz fenevadnak” nevezte, amelynek ütemei egyre hangosabbak és összetettebbek lettek, ahogy elérte a csúcspontját. A húros hangszerekből álló techno dal ritmusa Selena Gomez & the Scene 2011-es Love You like a Love Song című kislemezéhez hasonlít elektronikus kompozíciójával, a groove pedig Kylie Minogue énekesnő 2001-es Can’t Get You Out of My Head című slágeréhez hasonlítható. A közöttük lévő számítógépes zenei hangokat és a refrén vokálját Michael Jacksonéhoz hasonlították. Sal Cinquemani a Slant Magazine-tól és Kevin Harley a The Independent-től egyaránt eurodiszkó dalként jellemezte az Artpopot, Cinquemani pedig Madonna 2005-ös Confessions on a Dance Floor című albumához hasonlította a hangzást. Az Artpop szövegéből arra következtettek, hogy az „a művészet szubjektivitásáról” szól. Az énekesnő a „Gyere hozzám az összes fantáziáddal” sorral kezdi a dalt, amely a The Huffington Post szerint az őt körülvevő rejtélyességre utal. Gaga kifejtette, hogy a dalszöveg a szerelemről szóló metafora, a refrénsorral: „Összetartozhatnánk, Artpop”. Úgy vélte, hogy ha a rajongói és ő maga együtt lehetnek, az valószínűleg az art és a pop számára is egyfajta kötődést jelentene. Ezzel szemben Jim Farber, a New York Daily News munkatársa úgy vélte, hogy a szerelmi kapcsolat háttérbe szorult a művészet és a pop között a dalszövegekkel.
A dalszövegnek más vetületei is vannak, Gaga a „Próbáltam eladni magam, de csak nevettem mert én a zenét szeretem és nem a csillogást” sorral játszik rá az önreklámozásról és a vele szemben megfogalmazott kritikákra. Simon Chandler, a Tiny Mix Tapes munkatársa az Artpopról írt kritikájában részletesen elemezte a lírai kompozíciót. Szerinte Gaga az "Artpoppal" határtalannak akarta ábrázolni a zenéjét, de ez arrogánsnak tűnt, mivel a zenéjéről levont következtetések nagy része az általa létrehozott nyilvános személyiségből és annak médiavisszhangjából származik. Chandler úgy vélte, hogy a dalszövegek azt akarták érzékeltetni, hogy Gaga minden vita középpontjában áll. A korábbi dalszöveggel arra utal, hogy Gaga szenvtelen személyisége arra használja fel a zenéjét, hogy eladja a márkanevét a nagyközönségnek, és elsősorban a közvélemény érdeklődését táplálja iránta.

## Kiadás és fogadtatás
Az Artpop előzetese a 2013. november 11-i végleges megjelenésig az anyalbumból származó részletek kíséretében került bemutatásra. Az album promóciójaként 2013. november 20-án megjelent egy „érzékeny tartalmú” rövidfilm, az An Artpop Film Starring Lady Gaga, amely a dalhoz készült. A videót a holland divatfotós duó, Inez van Lamsweerde és Vinoodh Matadin forgatta, és abból az anyagból állt, amelyet Gaga az Artpophoz vezető promócióként készített velük. A videó a meztelen Gagával kezdődik, aki egy monológot mond: „Ez az album egy ünneplés. A fájdalmam elektronikus zenében robban ki. Nehéz, de miután meghallgatom, újra boldognak érzem magam. Könnyebbnek érzem magam.” Ezek után következnek a fekete-fehér promóciós jelenetek az Artpop kampány bejelentéséről, az első kislemezdal, az Applause klipje, a V magazinnak adott interjújához készült meztelen képek és a Dope című promóciós kislemezhez készült borító. Gaga sokféle érzelmet mutat a filmben, többek között megsimogat egy próbababát és koszt ken a testére, de a legtöbbször egyszerűen csak bámul a kamera felé. Zayda Rivera a New York Daily News-tól kifejezte, hogy nehezen érti a filmet, de hozzátette, hogy „az Artpop című dalának hipnotikus zenei aláfestése tökéletesen illik a művészi, zavarba ejtő, sőt zavaró képekhez, amelyek a gyors és lassú vágáson keresztül futnak”. Gaga bevallotta, hogy a film forgatása alatt 12 órán keresztül adott elő.
A szám vegyes kritikákat kapott a zenekritikusoktól. Mike Wass az Idolatortól „tompa szinti számnak” nevezte a szerzeményt, mivel úgy vélte, hogy a kompozíció „ötletes” vagy „mesterkélt”, és úgy érezte, hogy Gaga törekvései érdekesen tartják a popzenei színteret. Evan Sawdey a PopMatters-től úgy vélte, hogy az album előző számának, a Do What U Wantnak a hangulata átragadt az Artpopra, amelyet „furcsának” és „hipnotikusnak” nevezett, és a legjobb dolognak az albumon. Harley az Artpopot az album egyik leghangulatosabb számaként említette. Andrew Barker, a Variety munkatársa „kiemelkedő” számnak nevezte a dalt, és Gaga énekhangját Debbie Harryéhez hasonlította, a maga hideg természetével. Emily McKey az NME-től „lassúnak és dorombolóan szexinek” nevezte a dalt, úgy vélve, hogy „Az artpopom bármit jelenthet” sor magának az albumnak a triviális koncepciójára utal. Greg Kot, a Chicago Tribune kritikusa úgy vélte, hogy az Artpop volt az egyetlen olyan dal az albumon, amiben volt egy utalás arra, hogy az egész lemez tényleges kompozíciójának milyennek kellett volna lennie. Justin Miller a Harper’s Bazaartól a dalt intimebbnek nevezte, mint az album előző számait, de úgy érezte, hogy ez egy techno-ballada és a legdiffúzívabb szerzemény Gaga számára.
Negatív kritikát kapott Holly Williamstől, a Contactmusic.com munkatársától, aki rendkívül csalódott volt a számmal kapcsolatban. Williams a zenei minőség rohamos romlását érezte a címadó számmal, amelynek szerinte „csúcspontnak, kreatívnak és csodálatosnak kellett volna lennie egy ilyen címmel”, de a tempóját lassúnak és hétköznapinak találta. Maura Johnson a Spintől úgy vélte, hogy az olyan szövegek, mint az „én a zenét szeretem és nem a csillogást”, őszintétlennek tűntek Gaga részéről, hiszen karrierjének grafikonja azt mutatja, hogy az énekesnő a 21. században inkább a hírnévért rajongott. „Nem a legmélyebb kijelentés, de nem is annyira egyedi az új évezredben” - zárta Johnson. A Los Angeles Times munkatársa, Mikael Wood úgy vélte, hogy a szöveg nem olyan, ami egy poplemezen működik, és úgy vélte, hogy az első kislemezdal, az Applause mellett Gaga elképzelései elérhetetlennek és nem túl izgalmasnak tűntek. John Walker az MTV News-tól az ötből két csillaggal értékelte, és unalmasnak nevezte. Chris Bossman a Consequence of Soundtól egy „haldokló, régimódi háborús tárcsázóhoz” hasonlította a szám kompozícióját. Melinda Newman a HitFix-től „túlságosan furcsának” nevezte a dalt, és úgy vélte, hogy csak akkor lehet sikeres, ha megfelelően újrakeverik. Robert Copsey a Digital Spy-tól úgy vélte, hogy „Az artpopom bármit jelenthet” refrénsor még zavarosabbá teszi az album koncepcióját, ahelyett, hogy leegyszerűsítené Gaga merész kijelentéseit zenei produkcióiról. Ericka Welch a The Huffington Posttól „mesterkéltnek” és az album legkevésbé érdekes próbálkozásának nevezte a dalt. Úgy vélte, hogy az Artpop nem testesítette meg az album koncepcióját, és ugyanazokkal a következetlen szövegekkel volt tele, mint ami a Born This Way korszakában is látható volt. Befejezésül egy példát hozott fel: „Mint egy őrült tudós, aki megpróbál életet teremteni, Gaga kísérlete, hogy egyesítse az ART-ot és a POP-ot, néha túlságosan ambiciózus, hatlábú torzszülötteket eredményez”.

## Élő előadások

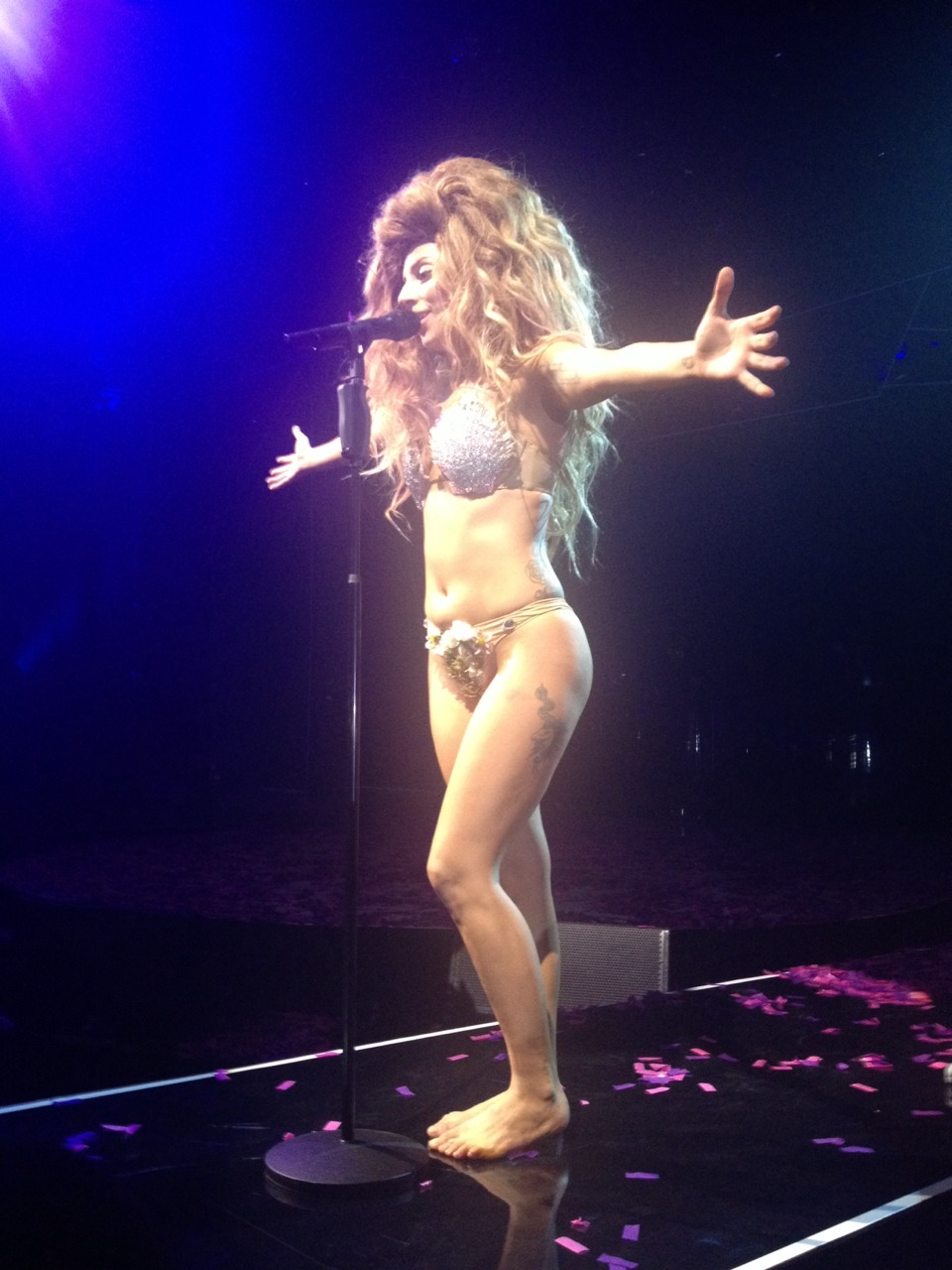
Gaga az Artpop előadása közben a 2013-as londoni iTunes fesztiválon. Az énekesnő a jellegzetes kagylós bikinijét és nagy szőke parókáját viseli

Az album megjelenését, illetve a teasereket megelőzően Gaga 2013. szeptember 1-jén, a londoni iTunes fesztiválon élőben adta elő az Artpopot. A dal volt a harmadik produkció aznap este, a nyolc számot tartalmazó setlistből. A Manicure előadása és egy zongorás bejátszás után Gaga levetkőzött a színpadon, míg végül egy kagylós bikiniben és egy hatalmas szőke parókában állt, és elkezdte énekelni a dalt. Ashley Percival a Huffington Posttól megdicsérte az előadást, mondván, hogy a dal „a színpadon tűnt a legígéretesebbnek”. A Capital FM honlapján megjelent kritika szerint a dal hasonlít a 2009-es kislemezéhez, a Paparazzihoz. Jenn Selby a Glamour-tól az előadást „szívből jövő popzenei darabnak nevezte, amelyet saját, YMCA-szerű kartánc kísért”. A Digital Spy munkatársa, Copsey zavarba jött az előadástól, de élvezte az Artpop lassabb kompozícióját, és ötből három és fél csillagra értékelte. A The Guardian című lapban Kitty Empire kritizálta a ruhák hiányát, de dicsérte az általános teljesítményt. Gaga legközelebb az album megjelenése alkalmából rendezett ArtRave promóciós eseményen adta elő a dalt. Hardeep Phull, a New York Post munkatársa által a szado-mazo felszerelés és a Michelin-figura kombinációjaként jellemzett ruhakölteményt viselve, Gaga az ArtRave koncertet az album első számával, az Aura-val nyitotta meg, majd az Artpopot adta elő. Az énekesnőnek át kellett kelnie a rajongók tömegén, hogy elérje a nagyszínpadot, ahol a fellépés további része zajlott.
Gaga a dalt a Lady Gaga and the Muppets Holiday Spectacular című második hálaadásnapi televíziós különkiadásában is előadta, amelyet 2013. november 28-án sugárzott az ABC. Az előadásra Elton John énekest hívta meg különleges vendégszereplőnek. John 1974-es Bennie and the Jets című kislemezének előadása után a duó elkezdte énekelni az Artpopot. Egymással szemben ültek a zongoránál, Gaga pedig Coca-Cola-dobozokból készült ruhában jelent meg. A refrén alatt hattérénekesekként csatlakoztak hozzájuk a Muppetek. Chris Willman a Billboardtól Johnt nevezte meg a különkiadás legjobb vendégelőadójának. Maricela Gonzalest az Entertainment Weekly-től lenyűgözte az előadás, és azt mondta, hogy bár nem értette a dal üzenetét, „[az] egyértelmű, hogy Gaga és Elton John összetartoznak. Komolyan mondom, el akarok menni erre a show-ra”.

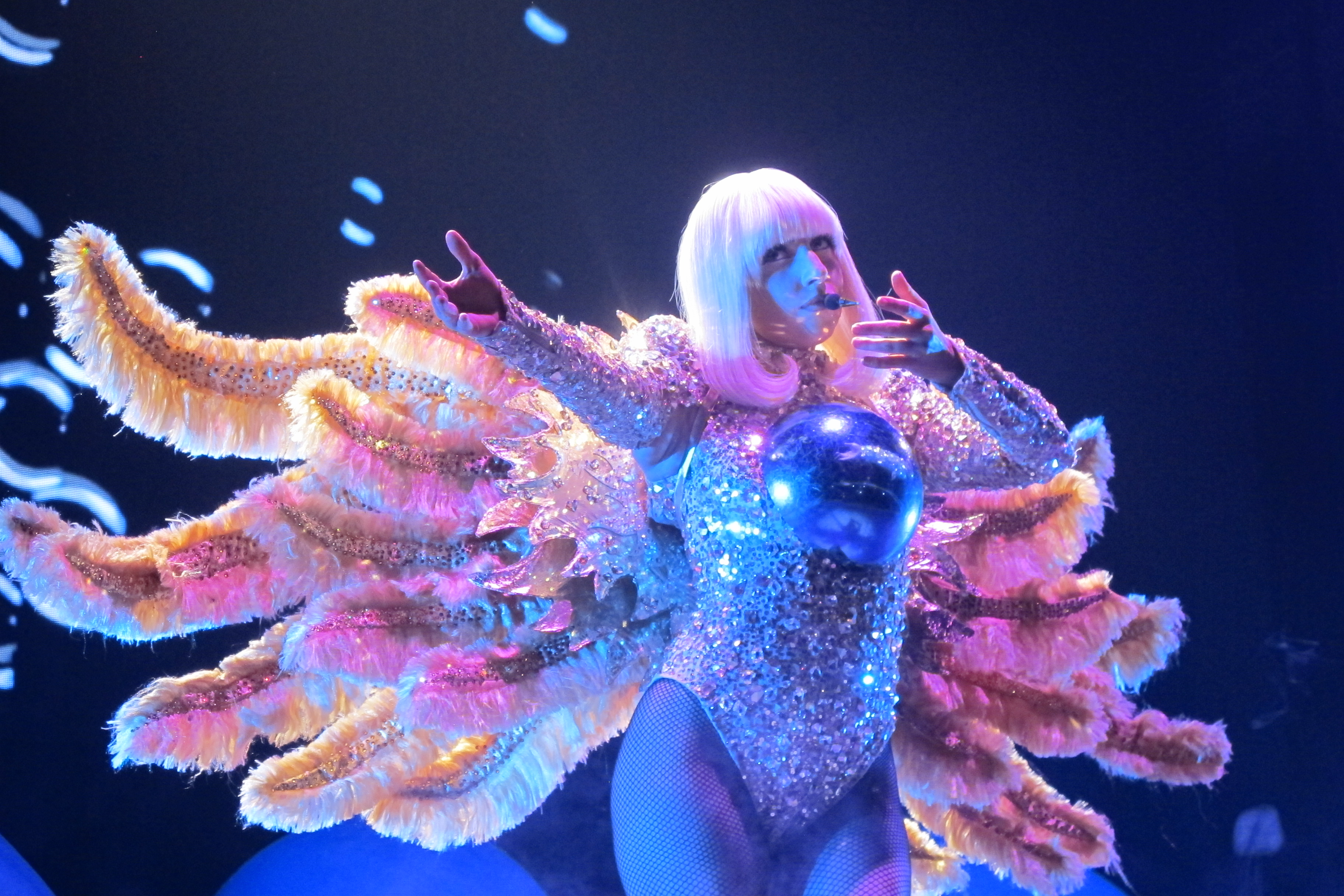
Gaga a 2014-es ArtRave: The Artpop Ball nyitószámaként adja elő az Artpopot

A dalt 2014. február 18-án a The Tonight Show Starring Jimmy Fallon című műsorában is előadta. A fellépés volt Gaga visszatérése a média reflektorfényébe, miután depressziója és az Artpop kiadását kísérő negatív hatások miatt egy önmaga által elrendelt szünetet tartott. Az énekesnő fehér ruhát és platinaszőke parókát viselt; az együttesben úgy nézett ki, mint Donatella Versace divattervező. A dalt akusztikus verzióban kezdte, Gaga a színpad végén lévő rámpa tetején elhelyezett kristályzongorán játszott. A második refrénnél beindultak a dal elektronikus ütemei, és Gaga lejött a színpad elejére, hogy tánccal fejezze be az előadást. Carl Williot az Idolatorból megdicsérte az előadást, mondván, hogy ezáltal még jobban értékelte a számot. A HitFix-től Melinda Newman elismerően nyilatkozott róla, aki szerint „Gaga akkor jeleskedik, amikor csak ő ül a zongoránál, és a legcsekélyebb kísérettel adja elő a dalokat”.
A 2014-es ArtRave: The Artpop Ball turnén az Artpop nyitódalként került fel a setlistre. A műsor a turnéról szóló videós bevezetővel kezdődik, majd táncosok jelennek meg a színpadon lufikkal és kék Tükörgömbökkel. A videó tovább játszódik, miközben Gaga megjelenik a színpad alól, aranyszínű dresszben, szárnyakkal és egy keblére erősített kék golyóval. A színpadra érkezését szárazjég és konfetti kísérte, miközben Gaga két búvármaszkot viselő férfi táncoson állva énekelte a dalt.

## Közreműködők
Az Artpop albumon szereplő jegyzet alapján.

### Menedzsment
- Felvétel: Record Plant Studios, Hollywood, Kalifornia
- Stefani Germanotta P/K/A Lady Gaga (BMI) Sony ATV Songs LLC/House of Gaga Publishing, LLC/GloJoe Music Inc. (BMI), Maxwell and Carter Publishing, LLC (ASCAP), administered by Universal Music Publishing Group and Maxwell and Carter Publishing, LLC (BMI) administered by Universal Music Publishing Group

### Munkatársak
- Lady Gaga – dalszerző, vokál, producer, zongora, gitár
- Paul "DJ White Shadow" Blair – dalszerző, producer
- Nick Monson – dalszerző, producer, gitár
- Dino Zisis – dalszerző, producer
- Dave Russell – felvétel, hangkeverés
- Benjamin Rice – felvételi és keverő asszisztens
- Daniel Zaidenstadt – felvételi asszisztens
- Dino "SpeedoVee" Zisis – kiegészítő felvételek
- Rick Pearl – zenei programozás
- Nicole Ganther – háttérvokál
- Natalie Ganther – háttérvokál
- Lyon Gray – háttérvokál
- Ivy Skoff – felek közötti szerződés ügyintézése
- Gene Grimaldi – maszterelés

## Helyezések
| Lista (2013)                       | Legjobb helyezés |
| ---------------------------------- | ---------------- |
| Dél-Koreai Nemzetközi dalok (Gaon) | 64               |
| Franciaország (Single Top 100)     | 185              |

## Külső linkek
- "Artpop" (Vevo Presents). YouTube
- "Artpop" (Live on The Tonight Show). YouTube